# In Your Wildest Dreams
In Your Wildest Dreams ist ein Lied von Tina Turner aus dem Jahr 1996. Dieses nahm sie in verschiedenen Versionen mit Antonio Banderas und Barry White auf.

## Hintergrund
Geschrieben und komponiert wurde das Lied gemeinsam von Mike Chapman und Holly Knight. Für die Produktion zeichnete Trevor Horn verantwortlich.
Die Erstveröffentlichung von In Your Wildest Dreams erfolgte als Teil von Turners achtem Soloalbum Wildest Dreams am 29. März 1996. In der Originalversion ist Antonio Banderas als Gastsprecher zu hören. Am 3. September 1996 erschien eine „Special Tour Edition“ des Albums, worauf eine neu eingesungenen Version des Liedes mit Barry White zu hören ist. Diese Version wurde auch  als offizielle Single am 25. Oktober 1996 veröffentlicht.

## Musikvideo
Das dazugehörige Musikvideo zeigt Tina Turner und Bary White als Knetfiguren. Auch Banderas und Wallace & Gromit haben Gastauftritte.

## Charts und Chartplatzierungen
| ChartsChartplatzierungen     | Höchstplatzierung | Wochen |
| ---------------------------- | ----------------- | ------ |
| Deutschland (GfK)            | 32 (13 Wo.)       | 13     |
| Österreich (Ö3)              | 2 (13 Wo.)        | 13     |
| Vereinigtes Königreich (OCC) | 3 (32 Wo.)        | 32     |

| ChartsJahrescharts (1997) | Platzierung |
| ------------------------- | ----------- |
| Österreich (Ö3)           | 36          |